# Dipartimento di Belén
Belén è un dipartimento argentino, situato nella parte centro-settentrionale della provincia di Catamarca, con capoluogo Belén.

## Geografia fisica
Esso confina con la provincia di Salta e con i dipartimenti di Santa María, Andalgalá, Pomán, Tinogasta e Antofagasta de la Sierra.

## Società

### Evoluzione demografica
Secondo il censimento del 2001, su un territorio di 12 945 km², la popolazione ammontava a 25 475 abitanti, con un aumento demografico del 21,66% rispetto al censimento del 1991.

## Amministrazione
Nel 2001 il dipartimento comprendeva i seguenti comuni (municipios in spagnolo):
- Belén
- Corral Quemado
- Hualfín
- Londres
- Pozo de La Piedra
- Puerta de Corral Quemado
- Puerta de San José
- San Fernando
- Villa Vil